# Atracis jangis
Atracis jangis är en insektsart som beskrevs av Medler 1999. Atracis jangis ingår i släktet Atracis och familjen Flatidae. Inga underarter finns listade i Catalogue of Life.